# Lutz Reichardt
Lutz Reichardt (*   30. Dezember 1934 in Berlin-Schmargendorf; † 29. April 2009 in Biberach an der Riß) war ein deutscher Bibliothekar und als Namenforscher ein maßgeblicher Vertreter der südwestdeutschen Toponomastik.

## Leben
Reichardt besuchte bis 1943 zunächst die Grundschule an seinem Geburtsort und nach dem Umzug nach Goslar das dortige Gymnasium, an dem er Abitur machte. An den Universitäten Marburg und Göttingen studierte er von 1955 bis 1962 die Fächer Germanistik, Geschichte und Sport. 1962 legte er das erste Staatsexamen für das höhere Lehramt ab und war bis zum Assessorenexamen Referendar in Helmstedt und Braunschweig. Reichardt trat anschließend jedoch nicht in den Schuldienst ein, sondern absolvierte ein zweites Referendariat, diesmal als Bibliothekar an den Universitätsbibliotheken von Marburg und Köln. Nach dem neuerlichen Abschluss (1966) arbeitete er zunächst an der Universitätsbibliothek Marburg. Als erster Doktorand des Germanisten Joachim Göschel wurde er 1972 in Marburg mit einer ortsnamenkundlichen Arbeit promoviert. Sein beruflicher Weg führte ihn über die Universitätsbibliothek Ulm im Jahre 1976 an die Pädagogische Hochschule Esslingen, deren Bibliothek er bis 1984 leitete, und schließlich an die Universitätsbibliothek Stuttgart, wo er 1999 als Oberbibliotheksrat in den Ruhestand trat.

## Werk
Reichardt wurde bekannt als „Altmeister der Württembergischen Ortsnamenkunde“. Mit zehn zwischen 1982 und 2001 bei der Kommission für geschichtliche Landeskunde in Baden-Württemberg veröffentlichten Ortsnamenbüchern und dem 2004 erschienenen dialekthistorischen Register Der zentralschwäbische Mundartraum habe Reichardt – so heißt es – der Ortsnamenforschung in Württemberg „ein neues Fundament“ gegeben. Obschon als historisch–philologische Ortsnamenbücher typisiert, hätte bei Reichardts Veröffentlichungen der Schwerpunkt „eindeutig auf der Philologie“ gelegen, ein Umstand, der bei Historikern auch zu Kritik führte. Freilich gab es gelegentlich auch begründete Einwände in philologischer Hinsicht. Dem Bearbeiter wurde jedoch grundsätzlich zugutegehalten, dass gewisse „Irrtümer nur durch eine äußerst intensive und zeitraubende, einem Sprachwissenschaftler nicht abzuverlangende Auseinandersetzung mit den Quellen eines Raumes vermieden werden“ könnten. Reichardt wurde 1986 zum korrespondierenden, 1990 zum ordentlichen Mitglied der Kommission für geschichtliche Landeskunde in Baden-Württemberg berufen.

## Ehrungen
- Festkolloquium an der Universität Stuttgart am 10. Dezember 1999.[8]
- Schillerpreis der Stadt Marbach am Neckar 1999.
- Gedenkschrift (Der Südwesten im Spiegel der Namen, s. Literatur) 2011.

## Bibliografie
- Veröffentlichungen von Lutz Reichardt (Stand 2000). In: Ortsnamensforschung in Südwestdeutschland (s. Literatur), S. 103–106.
- Reichardt, Lutz im RI-Opac.
- Literatur von und über Lutz Reichardt im Katalog der Deutschen Nationalbibliothek